# Головинська сільська рада (Черняхівський район)
Головинська сільська рада — колишня адміністративно-територіальна одиниця та орган місцевого самоврядування у Черняхівському районі Волинської округи, Київської та Житомирської областей Української РСР з адміністративним центром у селі Головине.

## Населені пункти
Сільській раді на момент ліквідації були підпорядковані населені пункти:
- с. Головине

## Історія та адміністративний устрій
Створена 13 червня 1930 року, відповідно до наказу Волинського ОВК № 38 «Про утворення нових сільрад у Волинській окрузі», в складі с. Головине та Головине Фабрика Бежівської сільської ради Черняхівського району Волинської округи.
Станом на 1 вересня 1946 року сільська рада входила до складу Черняхівського району Житомирської області, на обліку в раді перебувало с. Головине, поселення Головине-фабрика не перебувало на обліку населених пунктів.
Ліквідована 11 серпня 1954 року, відповідно до указу Президії Верховної ради УРСР «Про укрупнення сільських рад по Житомирській області», територію та с. Головине приєднано до складу Бежівської сільської ради Черняхівського району Житомирської області.